# Île aux Corsaires
L’île aux Corsaires est une île située entre l'Ourthe et le canal de l'Ourthe, sur la section d'Angleur de la commune de Liège, dans la province de Liège, en Belgique. Sa pointe orientale est classée comme réserve naturelle pour protéger les pelouses calaminaires qu'elle héberge.

## Description
L'île aux Corsaires est située entre l'Ourthe et le canal de l'Ourthe, juste en aval du point de confluence de l'Ourthe avec la Vesdre : sa partie occidentale est occupée par le centre commercial de Belle-Île ; vers l'est se trouvent successivement les bureaux de la Compagnie intercommunale liégeoise des eaux, le Guichet de la Navigation de Liège du Service public de Wallonie, et la station d'épuration des Grosses Battes ; la pointe orientale est classée en réserve naturelle sur une superficie de 2,56 ha.

## Étymologie
L'île aurait été appelée « île aux Corsaires » en souvenir des enfants qui y jouaient aux pirates.

## Histoire
Depuis 1837, ce site a été utilisé par la Société des mines et fonderies de zinc de la Vieille-Montagne qui y entassait des scories métallifères, résidus de son activité, toutefois l'île, artificielle, n'a été créée que lors du creusement du canal latéral à l'Ourthe, mis en service en 1847. À la fin du XIXe siècle, le terril de scories qui atteignait plusieurs dizaines de mètres d'épaisseur a été exploité pour la construction de routes et de voies ferrées, si bien qu'en 1925 il n'en restait qu'un vaste plateau. L'intérêt biologique des pelouses calaminaires colonisant ces sols pollués par des métaux lourds est souligné dès 1959. À partir de 1966, les dépôts de scories cessent en raison de la modification des techniques de production du zinc. Resté à l'abandon, le site sert de terrain de jeux ou de motocross, ou encore de décharge sauvage. En 2002, la zone est reprise à l'inventaire Natura 2000 comme « terrain vague dépendant de l'Usine de la Vieille Montagne à Chênée (site également calaminaire) », faisant partie du « site de la vallée de l'Ourthe entre Comblain-au-Pont et Angleur »,. En 2005, la société Umicore, qui a repris les activités de la Vieille-Montagne, propose à l'association Natagora une convention de gestion, l'autorisant à créer une réserve naturelle pour protéger la flore calaminaire sur le site dont Umicore reste propriétaire.

## La réserve naturelle

### Flore
Plus de 150 espèces de plantes vasculaires ont été identifiées sur le site, tous milieux confondus, au cours des inventaires floristiques réalisés dans le cadre du projet européen Interreg IIIa « Pays des Terrils ».
Les scories très riches en métaux lourds, en particulier en zinc, mais aussi en plomb, cadmium et arsenic, accumulées sur ce site sont à l'origine de la colonisation du sol par des pelouses calaminaires, avec leur cortège de métallophytes (taxons qui ne se développent que sur des sols enrichis en métaux lourds) et pseudométallophytes (taxons tolérant la présence de métaux lourds),.
Métallophytes
- Viola calaminaria
- Armeria maritima subsp. halleri
- Silene vulgaris var. humilis
- Noccaea caerulescens (syn. Thlaspi caerulescens subsp. calaminare)
- Scopelophila cataractae
- Sterecaulon nanodes

Pseudométallophytes
- Rumex acetosa
- Campanula rotundifolia
- Agrostis capillaris
- Arrhenatherum elatius

Deux espèces ligneuses exotiques, Buddleja davidii et Robinia pseudoacacia, ainsi que Fallopia japonica, tendent à devenir envahissantes et font l'objet d'arrachage ou de débroussaillage. Plusieurs pieds de Ptelea trifoliata, espèce arborescente ornementale de la famille des Rutacées, témoignent de la naturalisation dans la réserve de cette espèce échappée du parc de la Vieille Montagne situé de l'autre côté du canal de l'Ourthe.

### Faune
L'entomofaune a fait l'objet d'inventaires détaillés qui ont montré la présence de seize espèces de lépidoptères rhopalocères, douze espèces d'orthoptères, treize espèces de coccinelles ; des relevés plus ponctuels ont permis d'identifier plusieurs espèces de coléoptères, odonates, hémiptères, hyménoptères....